# Riccardo Pinazzi
Riccardo Pinazzi (Bocca d'Enza, 4 febbraio 1890 – Parma, 26 novembre 1961) è stato un trombettista, compositore e direttore di banda italiano.

## Biografia
Nacque a Bocca d'Enza in provincia di Parma, il 4 febbraio del 1890. Da ragazzino frequentò il Conservatorio di Parma dove studiò tromba, armonia e composizione sotto la guida di Ildebrando Pizzetti. Autodidatta della chitarra e del mandolino, intorno agli anni '10 fondò un gruppo musicale da ballo il Concerto Pinazzi, al tempo acerrimo rivale del concerto Cantoni di Casale di Mezzani, formazioni musicali che al tempo allietavano le sagre, le aie e le feste con il ballo liscio e gli arrangiamenti della musica operistica.
Nel secondo dopoguerra gli fu affidata la direzione del Corpo Bandistico di Basilicagoiano, che per l'attività svolta ricevette la Medaglia d'oro a Monticelli Terme. Contemporaneamente fu orchestrale dei Festival(appellativo dato al tempo alle balere nelle campagne della bassa parmense). Fu compositore di diversi ballabili, mazurke e polke. 
Si spense a Parma, all'età di 71 anni, il 26 novembre del 1961.
Nel 2024 è stato girato un film cortometraggio sulle vicende della rivalità tra il Concerto Cantoni ed il Concerto Pinazzi.

## Composizioni
- Mazurke:
- Al lido
- L'amore non si cancella
- Cleontina
- Edera
- Ingenuità
- Iva
- Lina
- Olga
- Ore soavi
- Perché hai vergogna

- Polke:
- Al telefono
- Baciami ancora
- Chi fa falla
- Chiarina
- Ines
- Liliana
- Luisa
- Nel verde
- Nerina
- Non fai paura

## Filmografia
Sconcerto nella Bassa. Film - cortometraggio che narra la storica rivalità tra il Concerto Pinazzi e il Cocnerto Cantoni.